# Steve Peters
Steve Peters es un psiquiatra inglés especializado en el ámbito de los deportes. Nació en 1953 en la ciudad de Middlesbrough, donde asistió a la escuela primaria. Estudió Ciencias Exactas en la Universidad de Stirling, donde fue también profesor durante siete años.
Posteriormente decidió ampliar sus estudios universitarios obteniendo la licenciatura en Medicina en la Universidad St Mary, en Twickenham, Londres. De 1993 a 2005 trató a pacientes con graves desórdenes de la personalidad en Rampton, hospital psiquiátrico de máxima seguridad. Ha sido profesor en la Universidad de Sheffield desde 1994.
Ha realizado estudios de postgrado en Medicina Deportiva, Educación y Psiquiatría. 

## Participación en los deportes
En 2001, un antiguo alumno de Peters en la Universidad de Sheffield, que trabajaba en la Federación Británica de Ciclismo, solicitó su colaboración para ayudar a un ciclista del equipo británico a fortalecer su personalidad con el fin de mejorar su rendimiento deportivo. Lo que en principio fue un trabajo a tiempo parcial, se convirtió en 2005 en dedicación plena, después de dejar su trabajo en el hospital de Rampton. Chris Hoy y Victoria Pendleton son algunos de los ciclistas británicos más conocidos a los que Peters ayudó como terapeuta. En abril de 2014 renunció a su puesto en el equipo británico de ciclismo cuando Dave Brailsford, por aquel entonces su jefe jerárquico, se retiró como director técnico de la Federación Británica de Ciclismo.   
Después de los Juegos Olímpicos de Londres 2012, Peters fue elegido por UK Athletics para asesorar a los atletas británicos de alto rendimiento. Desde noviembre de 2012 trabaja para el Liverpool Football Club. En marzo de 2014 fue contratado para ayudar a la selección de fútbol de Inglaterra.

## El modelo del chimpancé
Peters es el creador de un modelo que busca enseñar a la gente cómo trabaja la mente en la práctica, de tal forma que se pueda maximizar el rendimiento en cualquier ámbito de la vida. El modelo del Chimpancé se explica en su libro La paradoja del chimpancé y se centra en la gestión de la mente en la vida diaria de las personas, no solamente en el ámbito del rendimiento deportivo. El modelo está basado en evidencias científicas, pero en sí es una metáfora de cómo funciona la mente, dada la imposibilidad de modelar toda la complejidad cerebral.
El modelo se estructura a partir de tres ejes de la mente: el Humano, el Chimpancé y el Ordenador. Cada uno de ellos representa una parte de la personalidad: la racional, la emocional y la automática. Si estos tres componentes funcionan en armonía, no hay problema. Pero si uno de ellos se hace con el control de la toma de decisiones, habrá una personalidad dominante, y lo más probable es que aparezcan fricciones. La correcta gestión de esas fricciones completa el modelo propuesto por Peters.